# Caio Mario
«Кайо Маріо» (італ. Caio Mario) — італійський легкий крейсер типу «Капітані Романі» часів Другої світової війни.
Свою назву отримав на честь Гая Марія.

## Історія
Крейсер «Кайо Маріо» був закладений 28 вересня 1939 року на верфі «OTO» в Ліворно. Спущений на воду 17 серпня 1941 року. Але через важке економічне становище Італії роботи йшли повільно.
Наприкінці 1942 року носову частину корабля використали для ремонту однотипного крейсера «Аттіліо Реголо». 13 січня 1943 року всі роботи на кораблі були остаточно припинені, а з 8 вересня 1943 року він використовується як вугільний склад у Ла-Спеції. За деякими даними планувався ввід крейсера в експлуатацію у 1944 році.
Подальша доля корабля невідома. Італійці стверджували, що затопили корабель у 1943 році, щоб уникнути його захоплення німцями. За іншими даними, він був затоплений німцями у 1944 році. Корпус корабля був знайдений затопленим у гавані Ла-Спеції після її звільнення.
23 травня 1947 року декретом Тимчасового уряду корабель був виключений зі складу флоту.